# ライアン・ベアード
ライアン・ベアード（Ryan Baird、1999年7月26日 - ）は、ユナイテッド・ラグビー・チャンピオンシップ、レンスターに所属するラグビー選手。

## プロフィール
- アイルランド・ダブリン出身[1]。
- ポジションはロック(LO)、フランカー(FL)。
- 身長 198cm、体重 112kg
- U20アイルランド代表に選ばれたことがある[2]。
- アイルランド代表キャップは16（2024年2月現在）でラグビーワールドカップ2023のアイルランド代表に選ばれた[3]。

## 略歴
2018年、レンスターに加入。 